# Hedvig Gebhard
Hedvig Maria Gebhard (geboren Silén am 14. Dezember 1867 in Turku, gestorben am 13. Januar 1961 in Helsinki) war eine Journalistin und Politikerin in Finnland und wichtige Akteurin der Genossenschaftsbewegung im Land, die vor allem für die Verbesserung des ökonomischen und sozialen Status der Frauen arbeitete.

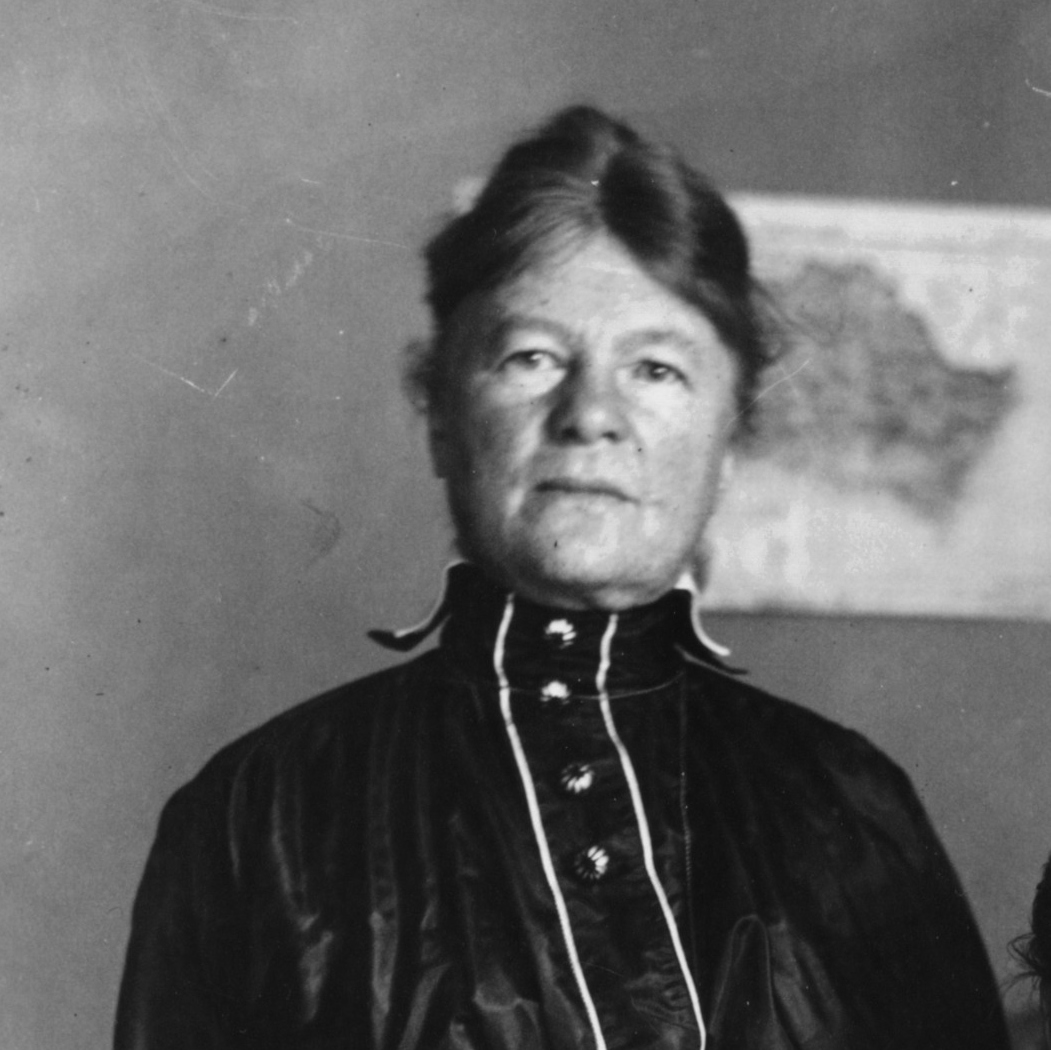
Hedvig Gebhard (1910)

## Leben und Wirken
Hedvig Gebhard wurde 1867 in eine finnlandschwedische Familie in Åbo (finnisch Turku) geboren. Ihre Eltern waren Hedvig Palmberg und August Oskar Silén.
Sie arbeitete zwischen 1900 und 1926 als Redakteurin für die Zeitschrift Pellervo (bis 1920 als schwedisch-, danach finnischsprachige Redakteurin). Seit 1923 schrieb sie auch regelmäßig für die Frauenzeitschrift Kotiliesi. Gebhard war Vorsitzende des Finnischen Frauenverbands (Suomalainen naisliittos / Finska kvinnoförbundet) von 1934 bis 1946 und setzte sich in dieser Funktion vor allem für Unterricht in Hauswirtschaft ein. Sie war unter den Stiftern der Konsumgenossenschaft Elanto (Osuusliike Elanto / Andelsaffären Elanto, heute HOK-Elanto) in Helsinki, Mitglied in dessen Verwaltungsrat von 1905 bis 1917 sowie des Verwaltungsrats des Zentralverbands der Finnischen Genossenschaften (Suomen Osuuskauppojen Keskuskunta / Centrallaget för Handelslagen i Finland, heute S-Gruppe) seit 1918.
Von 1907 bis 1909 war sie Parlamentsabgeordnete für die fennomane, konservative Finnische Partei sowie von 1919 bis 1921 und von 1924 bis 1929 für die konservative Nationale Sammlungspartei. Von 1919 bis 1921 und von 1923 bis 1925 war sie außerdem Mitglied des Helsinkier Stadtrats. 1937 wurde ihr der Ehrentitel Talousneuvos („Ökonomierat“) verliehen.
Gebhard heiratete den Ökonomen Hannes Gebhard 1891. Ihre Tochter war Maiju Gebhard, die Erfinderin des Geschirrabtropfschranks. Hedvig Gebhard starb 93-jährig in Helsinki.
Der „Gebhard-Platz“ (Gebhardinaukio/Gebhardsplatsen) vor der Hauptverwaltung der OP-Genossenschaftsbank im Stadtteil Vallila wurde 2015 nach dem Ehepaar Gebhard benannt.

### Nachschlagewerke
- Anna-Liisa Sysiharju: Hedvig Gebhard. In: Biografiskt lexikon för Finland. Svenska litteratursällskapet i Finland, Helsingfors, urn:nbn:fi:sls-4994-1416928957600 (schwedisch, blf.fi).
- Gebhard, Hedvig. In: Uppslagsverket Finland. Svenska folkskolans vänner, 26. April 2012, abgerufen am 16. Dezember 2022 (schwedisch, CC-BY-CA 4.0).
- Anna-Liisa, Sysiharju: Gebhard, Hedvig (1867–1961). In: Kansallisbiografia-verkkojulkaisu. Suomalaisen Kirjallisuuden Seura, 18. Juli 2000, abgerufen am 8. Januar 2023 (finnisch).